# Lijst van Eerste Kamerleden 1922-1923
Lijst van Eerste Kamerleden 1922-1923 geeft een overzicht van de leden van de Nederlandse Eerste Kamer in de periode tussen de verkiezingen van 1922 en de verkiezingen van 1923. De zittingsperiode van de Eerste Kamer ging in op 25 juli 1922 en eindigde op 18 september 1923 door tussentijdse ontbinding van de Eerste Kamer als gevolg van een wijziging van de Kieswet. 
De Eerste Kamer telde 50 leden, gekozen door de leden van Provinciale Staten in de elf provincies. Eerste Kamerleden werden gekozen voor een termijn van negen jaar; om de drie jaar werd een derde deel van de Eerste Kamer vernieuwd.
| Naam                                               | politieke partij                      | provincie     | begindatum        | einddatum         | refs   |
| -------------------------------------------------- | ------------------------------------- | ------------- | ----------------- | ----------------- | ------ |
| Anne Anema                                         | Anti-Revolutionaire Partij            | Zuid-Holland  | 25 juli 1922      | 18 september 1923 | [ 1 ]  |
| Johannes Arntz                                     | Algemeene Bond                        | Gelderland    | 19 september 1922 | 18 september 1923 | [ 2 ]  |
| Gijsbert d' Aumale van Hardenbroek van Hardenbroek | Anti-Revolutionaire Partij            | Utrecht       | 25 juli 1922      | 18 september 1923 | [ 3 ]  |
| Willem van Basten Batenburg                        | Algemeene Bond                        | Gelderland    | 25 juli 1922      | 18 september 1923 | [ 4 ]  |
| Johannes Beelaerts van Blokland                    | Anti-Revolutionaire Partij            | Gelderland    | 25 juli 1922      | 18 september 1923 | [ 5 ]  |
| Lodewijk van den Berg                              | Anti-Revolutionaire Partij            | Zuid-Holland  | 25 juli 1922      | 9 maart 1923      | [ 6 ]  |
| Henricus Blomjous                                  | Algemeene Bond                        | Noord-Brabant | 25 juli 1922      | 18 september 1923 | [ 7 ]  |
| Jan Bosch van Oud-Amelisweerd                      | Algemeene Bond                        | Utrecht       | 19 september 1922 | 18 september 1923 | [ 8 ]  |
| Paul Briët                                         | Anti-Revolutionaire Partij            | Zuid-Holland  | 13 april 1923     | 18 september 1923 | [ 9 ]  |
| Jelle Croles                                       | Anti-Revolutionaire Partij            | Friesland     | 25 juli 1922      | 18 september 1923 | [ 10 ] |
| Pieter Diepenhorst                                 | Anti-Revolutionaire Partij            | Gelderland    | 25 juli 1922      | 18 september 1923 | [ 11 ] |
| Pierre Dobbelmann                                  | Algemeene Bond                        | Gelderland    | 25 juli 1922      | 18 september 1923 | [ 12 ] |
| Petrus van der Does de Willebois                   | Algemeene Bond                        | Noord-Brabant | 25 juli 1922      | 18 september 1923 | [ 13 ] |
| Johannes Douwes                                    | Anti-Revolutionaire Partij            | Noord-Holland | 25 juli 1922      | 29 juni 1923      | [ 14 ] |
| David van Embden                                   | Vrijzinnig-Democratische Bond         | Noord-Holland | 25 juli 1922      | 18 september 1923 | [ 15 ] |
| Wybe Fransen                                       | Algemeene Bond                        | Friesland     | 25 juli 1922      | 18 september 1923 | [ 16 ] |
| Herman Franssen                                    | Anti-Revolutionaire Partij            | Overijssel    | 25 juli 1922      | 18 september 1923 | [ 17 ] |
| Nicolaas de Gijselaar                              | Christelijk-Historische Unie          | Zuid-Holland  | 25 juli 1922      | 18 september 1923 | [ 18 ] |
| Arnoldus Gilissen                                  | Algemeene Bond                        | Zuid-Holland  | 25 juli 1922      | 18 september 1923 | [ 19 ] |
| Piet Haazevoet                                     | Algemeene Bond                        | Noord-Holland | 19 september 1922 | 18 september 1923 | [ 20 ] |
| Oscar Haffmans                                     | Algemeene Bond                        | Limburg       | 25 juli 1922      | 18 september 1923 | [ 21 ] |
| Joan Heerkens Thijssen                             | Algemeene Bond                        | Noord-Holland | 25 juli 1922      | 18 september 1923 | [ 22 ] |
| Abraham van der Hoeven                             | Christelijk-Historische Unie          | Zuid-Holland  | 25 juli 1922      | 18 september 1923 | [ 23 ] |
| Alexander Idenburg                                 | Anti-Revolutionaire Partij            | Zuid-Holland  | 25 juli 1922      | 18 september 1923 | [ 24 ] |
| François Janssen                                   | Algemeene Bond                        | Limburg       | 25 juli 1922      | 18 september 1923 | [ 25 ] |
| Jan van der Lande                                  | Algemeene Bond                        | Overijssel    | 25 juli 1922      | 18 september 1923 | [ 26 ] |
| Willem van Lanschot                                | Algemeene Bond                        | Noord-Brabant | 25 juli 1922      | 18 september 1923 | [ 27 ] |
| Jacobus van Loon                                   | Algemeene Bond                        | Noord-Brabant | 25 juli 1922      | 18 september 1923 | [ 28 ] |
| Louis van der Maesen de Sombreff                   | Algemeene Bond                        | Limburg       | 25 juli 1922      | 18 september 1923 | [ 29 ] |
| Maup Mendels                                       | Sociaal-Democratische Arbeiderspartij | Groningen     | 25 juli 1922      | 18 september 1923 | [ 30 ] |
| Carry Pothuis-Smit                                 | Sociaal-Democratische Arbeiderspartij | Noord-Holland | 25 juli 1922      | 18 september 1923 | [ 31 ] |
| Harbert Schönfeld                                  | Vrijzinnig-Democratische Bond         | Groningen     | 19 september 1922 | 18 september 1923 | [ 32 ] |
| Syds Sijtsma                                       | Anti-Revolutionaire Partij            | Friesland     | 25 juli 1922      | 18 september 1923 | [ 33 ] |
| Marcus Slingenberg                                 | Vrijzinnig-Democratische Bond         | Noord-Holland | 25 juli 1922      | 18 september 1923 | [ 34 ] |
| Adriaan Slob                                       | Anti-Revolutionaire Partij            | Noord-Holland | [ g ] [ h ]       | 18 september 1923 |        |
| Jan Slotemaker de Bruine                           | Christelijk-Historische Unie          | Zeeland       | 25 juli 1922      | 18 september 1923 | [ 35 ] |
| Harm Smeenge                                       | Vrijheidsbond                         | Drenthe       | 25 juli 1922      | 18 september 1923 | [ 36 ] |
| Antonius Smits                                     | Algemeene Bond                        | Noord-Brabant | 25 juli 1922      | 18 september 1923 | [ 37 ] |
| Alphonsus Steger                                   | Algemeene Bond                        | Zuid-Holland  | 24 oktober 1922   | 18 september 1923 | [ 38 ] |
| Gerardus van Swaaij                                | Algemeene Bond                        | Zuid-Holland  | 25 juli 1922      | 18 september 1922 | [ 39 ] |
| Aart de Veer                                       | Anti-Revolutionaire Partij            | Zeeland       | 25 juli 1922      | 18 september 1923 | [ 40 ] |
| Franciscus Verheyen                                | Algemeene Bond                        | Noord-Brabant | 25 juli 1922      | 18 september 1923 | [ 41 ] |
| Herman Verkouteren                                 | Christelijk-Historische Unie          | Noord-Holland | 25 juli 1922      | 18 september 1923 | [ 42 ] |
| Willem de Vlugt                                    | Anti-Revolutionaire Partij            | Noord-Holland | 25 juli 1922      | 18 september 1923 | [ 43 ] |
| Jan van Voorst tot Voorst                          | Algemeene Bond                        | Zuid-Holland  | 25 juli 1922      | 18 september 1923 | [ 44 ] |
| Willem de Vos van Steenwijk                        | Christelijk-Historische Unie          | Overijssel    | 25 juli 1922      | 18 september 1923 | [ 45 ] |
| Luutzen de Vries                                   | Christelijk-Historische Unie          | Friesland     | 25 juli 1922      | 18 september 1923 | [ 46 ] |
| Simon de Vries                                     | Anti-Revolutionaire Partij            | Groningen     | 25 juli 1922      | 18 september 1923 | [ 47 ] |
| Jan de Waal Malefijt                               | Anti-Revolutionaire Partij            | Zuid-Holland  | 25 juli 1922      | 18 september 1923 | [ 48 ] |
| Otto van Wassenaer van Catwijck                    | Christelijk-Historische Unie          | Gelderland    | 25 juli 1922      | 18 september 1923 | [ 49 ] |
| Jan Westerdijk                                     | Vrijzinnig-Democratische Bond         | Drenthe       | 25 juli 1922      | 18 september 1923 | [ 50 ] |
| Floor Wibaut                                       | Sociaal-Democratische Arbeiderspartij | Noord-Holland | 25 juli 1922      | 18 september 1923 | [ 51 ] |
| Everardus Wittert van Hoogland                     | Algemeene Bond                        | Zuid-Holland  | 25 juli 1922      | 18 september 1923 | [ 52 ] |